# جائزة غونكور

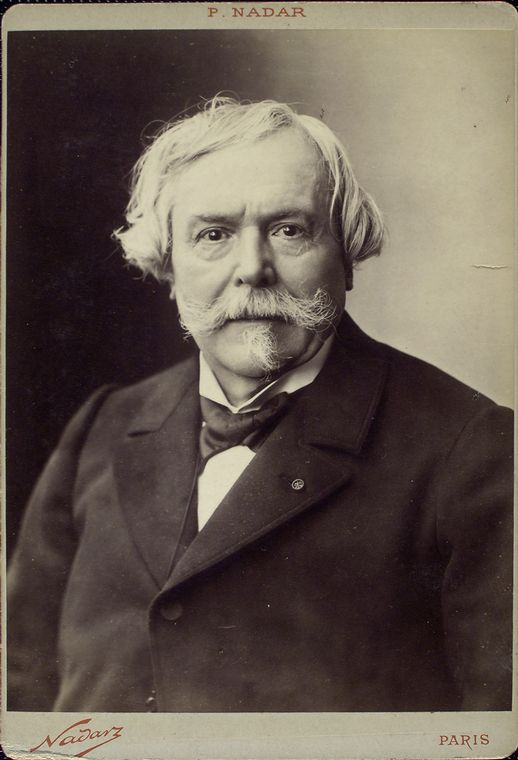
ادموند غونكور

جائزة غونكور (بالفرنسية: Le prix Goncourt) هي جائزة مَعنية بالأدب المكتوب باللغة الفرنسية تَمنحُها أكاديمية غونكور سنوياً «للعمل النثري، عادة ما يكون رواية، الأفضل والأخصب خيالاً في العام». أُنشئت وفقاً لإرادة ووصية أدموند دي غونكور. تَمنح أكاديمية غونكور 4 جوائز أخرى هي: جائزة غونكور للرواية الأولى (بالفرنسية: Prix Goncourt du Premier Roman) وجائزة غونكور للقصة القصيرة (بالفرنسية: Prix Goncourt de la Nouvelle)، وجائزة غونكور للشعر (بالفرنسية: Prix Goncourt de la Poésie)، وجائزة غونكور لأدب السيرة الذاتية (بالفرنسية: Prix Goncourt de la Biographie). كما أن منذ 25 سنة، في سنة 1987، تأسست جائزة غونكور لطلبة المدارس الثانوية كثمرة للتعاون بين أكاديمية غونكور ووزارة التربية الفرنسية وشركة فناك المُتخصصة في تسويق الكتب والموسيقى والأفلام.

## تاريخ الجائزة

### الإخوة غونكور

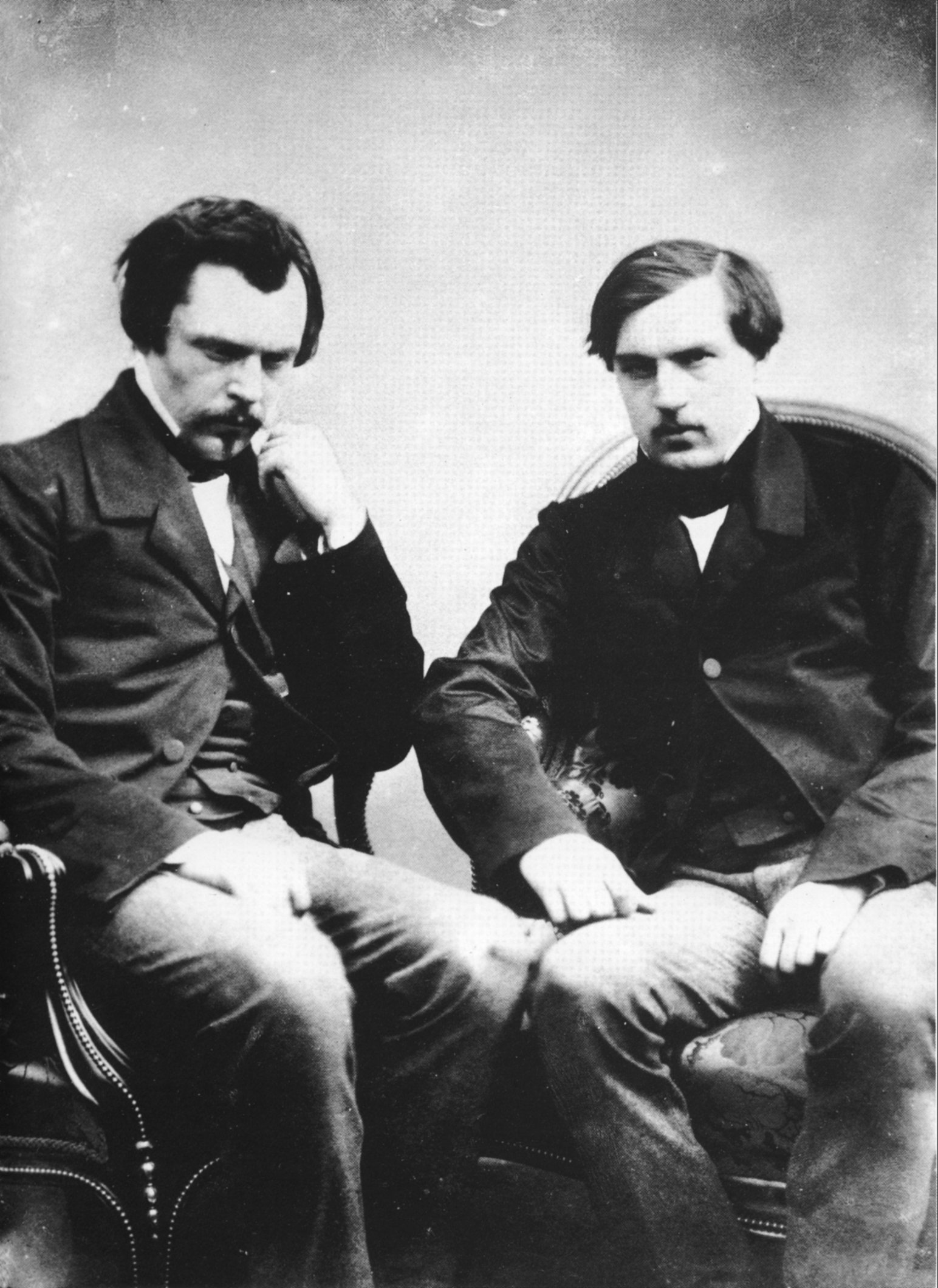
الأخوين جول (على اليمين)، وإدموند غونكور

يرجع اسم هذه الجائزة إلى اثنين من الكُتاب الفرنسيين في القرن التاسع عشر: ادمون غونكور هوت دو (1822-1896)، وشقيقه جول دي هوت غونكور (1830-1870)، اللذان كتبا الكثير من أعمالهما معاً. وكان أسلوبهم على مقربة من الواقعية، استناداً إلى المعرفة المنهجية للواقع وتجميع الملاحظات. بينما الآن معظم كتاباتهم سقط في غياهب النسيان إلى حد ما، إلا أننا نتذكر جربدتهم «مذكرات مترجمة من الحياة الأدبية» Mémoires de la vie littéraire، من عام 1851 ثم واصل إدموند وحده التحرير بهذه الجريدة بعد وفاة يوليوس. وهدف هذه المجلة هو أنه شهادة، في كثير من الأحيان نقدية، على الحياة الأدبية والفنية في عصرهم.

### إنشاء الأكاديمية
أسس الجائزة إدمون دو غونكور، الذي كان مؤلفاً ناجحاً وناقداً وناشراً، حيث وقف كل أملاكه على تأسيس أكاديمية غونكور وتمويلها لتخليد ذِكرى شقيقه وشريكه جول ألفريد هوت دو غونكور (1830 ـ 1870): فقرر أن تُباع كل ممتلكاته بعد وفاته وتخصص فوائد هذا المبلغ الضخم لأكاديمية جونكور وتمويلها لمنح سنوياً الجائزة لأفضل عمل أدبى في العام.: «إن أمنياتي العليا أن تمنح هذه الجائزة للشباب، ولإبتكرات الموهبة، وللمحاولات الجديدة والجريئة للفكر وللشكل. تكون الرواية، في ظروف من المساواة، دائما هي من المفضل.... في حالة، ولكن فقط في الحالة التي يكون فيها هناك إجماع العشرة أعضاء على أنه لم يظهر في سنة العمل ما يستحق هذه الجائزة، لا يمكن أن تُعطى إذا الجائزة ورأس المال المُخصص للجائزة يزيد من دخله رأس المال السنوات التالية.»
وبعد وفاة ادموند دي غونكور، في عام 1896، عن عمر يناهز أربعة وسبعين عاماً، قرأ محاميه مي ديبلون Me Duplan للموصى لهم ألفونس دوديه Alphonse Daudet وليون هونيك Léon Hennique الوصية التي تركها:
«دفعت لصديقي ألفونس دوديه أن ينفذ وصيتى وعليه تأسيس، على أن يكون في نفس السنة من موتي إلى الأبد، مجتمع أدبي الذي كان حلمى أنا وأخي طوال حياتنا كأدباء، وهدفه هو خلق جائزة من 5000 فرنك لعمل أدبى نثرى وخيالى ظهر في السنة، من دخل سنوي من 6000 فرنك لصالح كل أفراد المجتمع الأدبى.»

ولكن إنشاء هذه الأكاديمية وهذه الجائزة لم تتم دون صعوبة. فتبع وفاة إدمون دو غونكور معركة قانونية طويلة بين أسرة غونكور الوارثة ومنفذي الوصية، ألفونس دودييه وليون هنيك. إلا أن أول اجتماع للتى ستصبح أكاديمية غونكور لم يتم إلا في عام 1900. وفي عام 1902، تم إنشاء أكاديمية غونكور تحت اسم «المجتمع الأدبي لغونكور.» وأول جائزة غونكور تمنح كانت بعد ذلك بعام، في 21 ديسمبر 1903، لجون انطوان ناو لكتابه «قوات العدو» "Force ennemie"
من أشهر من نالوا جائزة غونكور كل من مارسيل بروست وجان فايار وسيمون دي بوفوار وجورج دوهاميل وألفونس دي شاتوبريان وأنطونين ماييه.

## أشهر الفائزين بالجائزة

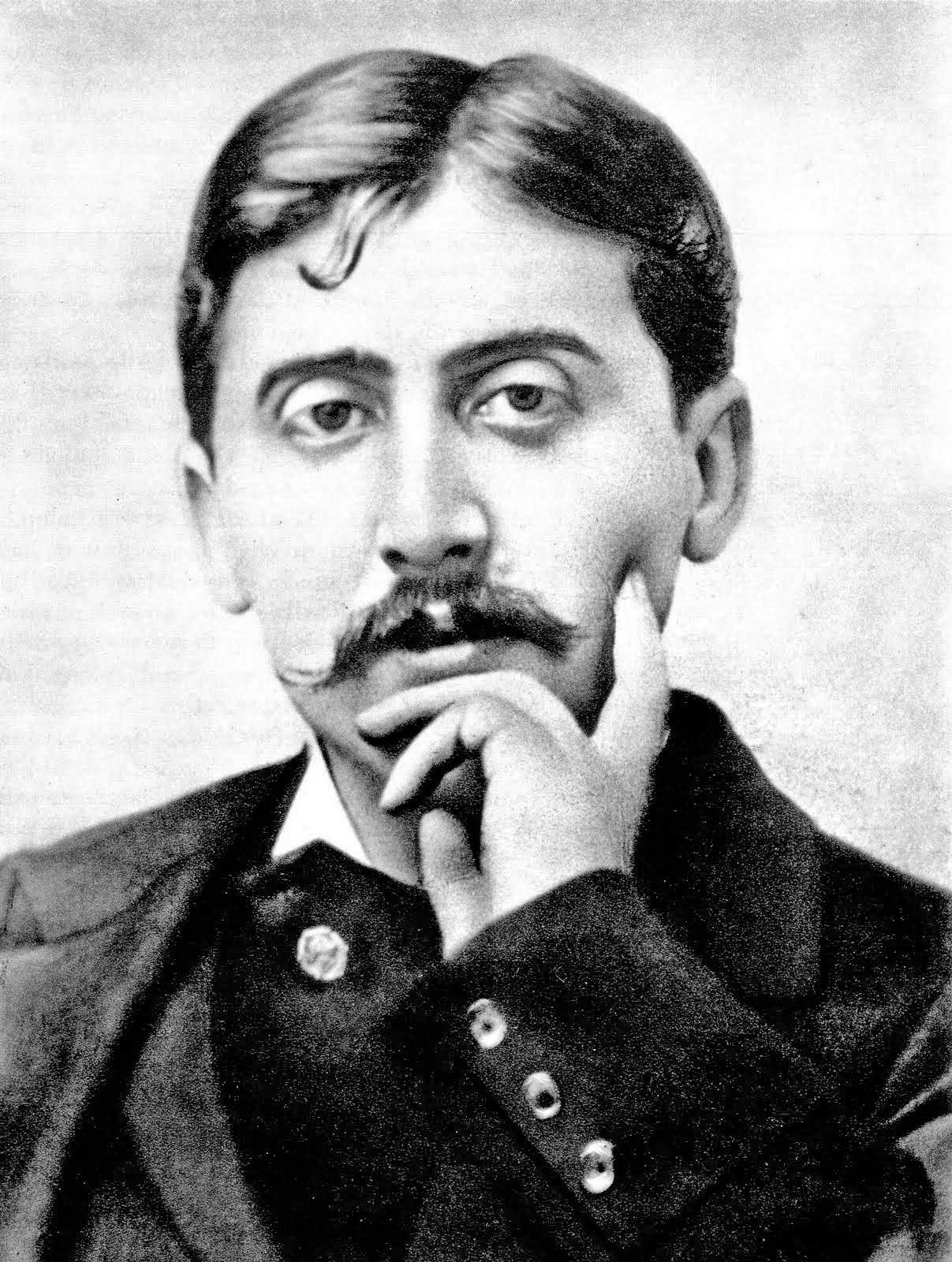
مارسيل بروست

- ألفونس دي شاتوبريان: في 1911 عن روايته «السيد دي لوردين» (بالفرنسية:Monsieur des Lourdines)
- هنري ماليرب: في 1917 عن روايته «الشعلة في اليد» (بالفرنسية: La Flamme au poing)
- مارسيل بروست: في 1919 عن روايته «في ظل الفتيات الصغيرة بالورود» (بالفرنسية: A l'ombre des jeunes filles en fleurs)
- أندريه مالرو: في 1933 عن روايته «الظرف الانسانى» (بالفرنسية: La Condition humaine)
- سيمون دي بوفوار: في 1954 عن روايتها «الأفندية» (بالفرنسية: Les Mandarins)

## الجائزة الأدبية والأكاديمية

### أكاديمية غونكور
تتألف أكاديمية غونكور الأدبية من عشرة أعضاء يُعَيَنوا عن طريق الانتخاب وإذا أصبح مقعد من المقاعد شاغر فيجتمع الأعضاء ويقرروا فيما بينهم اختيار العضو الجديد، المعيار الوحيد هو أنه يجب أن يكون كاتب باللغة الفرنسية. يتم انتخاب العضو الجديد بأغلبية نسبية (وغالباً بالإجماع)، ولكن كل عضو لديه حق النقض (الفيتو)، ويمكن أن يعترض على انتخاب مرشح. والجدير بالذكر أن أعضاء الأكاديمية لا يتلقون أي أجر.
الأعضاء العشرة الحاليين لأكاديمية غونكور هم:
- علي المقعد الأول برنار بيفو (منذ عام 2004)
- فشمل المقعد الثاني ادموند شارل رو (1983) الذي يشغل أيضا منصب الرئيس
- علي المقعد الثالث تغطية ديدييه دوكوان (منذ عام 1995) الذي هو الأمين العام
- علي المقعد الرابع روبرت ساباتتيه (منذ 1971)
- علي المقعد الخامس، باتريك رى مبو (منذ 2008)
- علي المقعد السادس، الطاهر بن جلون (منذ 2008)
- علي المقعد السابع ريجيس دوبريه (انتخب في 2011)
- علي المقعد الثامن فرانسواز شاندرناجور (منذ عام 1995) والذي هو أمين الصندوق،
- المقعد التاسع شاغر حاليا بعد وفاة جورجي صمبرى ن في عام 2011
- علي المقعد العاشر فرانسواز ماليت-جوريس (الذي استقال في عام 2011).[3]

رؤساء أكاديمية غونكور
- جيوريس-كارل هايسمنز (1900-1907) Joris-Karl Huysmans، خليفة ألفونس دوديه الذي توفي في عام 1897.
- ليون هونيك (Léon Hennique (1907-1912
- غوستاف جيفروى (Gustave Geffroy (1912-1926
- روزني الأكبر (1926-1940) J.-H. Rosny aîné
- جوستين روزني الصغير (1940-1945) Justin Rosny jeune
- لوسيان ديسكاف (1945-1949) Lucien Descaves
- كوليت (1949-1954) Colette
- رولان دورجوليس (1954-1973) Roland Dorgelès
- هيرفي بازان (1973-1996) Hervé Bazin
- فرانسوا نوريسيه (1996-2002) François Nourissier
- ادموند شارل رو (من 2002 حتى الآن) Edmonde Charles-Roux[8]

### كيفية المشاركة في جوائز الأكاديمية غونكور
يجب للمشاركة في سباق الجائزة غونكور الفرنسية أن تكون الكتابة باللغة الفرنسية وينشر من قبل ناشر قومي. وعلى الناشر وحده إرسال الكتب إلى هيئة المحلفين.
وسيتم إرسال الكتب من أواخر يونيو حتى أواخر أغسطس. ففي يناير وفبراير للرواية الأولى؛ وفي مارس وابريل للقصة القصيرة؛ أما في أبريل ومايو فللسيرة الذاتية.
ويعزى غونكور للشعر لشاعر مشهور ولمجموع عمله.

### خلف كواليس توزيع جائزة غونكور
اجتمع أعضاء أكاديمية غونكور يوم الثلاثاء الأول من الشهر للغداء في مطعم دروون في باريس. الأعمال التي تتنافس للحصول على الجائزة تخضع لفرز أولى. يتم إجراء الاختيار الأول في سبتمبر، والثاني، ثم يتم إجراء الاختيار الثالث في أكتوبر تشرين الأول وتُمنَح الجائزة في أوائل نوفمبر تشرين الثاني.
تم التصويت لمنح الجائزة بالتعبير الشفوي وبالاقتراع.
ويمنح الفائز مبلغ رمزي وهو € 10 (في البداية كان شيك بقيمة 50 F). ولا يمكن لأى كاتب الحصول على هذه الجائزة إلا مرة واحدة فقط. ومع ذلك، هناك استثناء واحد: فحصل رومان غاري علي الجائزة مرتين، مرة باسمه الحقيقي في عام 1956 لجذور السماء، ومرة أخرى في عام 1975 تحت اسم مستعار (اميل اجار) للحياة أمام الذات.

### جائزة لتكريم «الرواية الطبيعية أم الشعبية»؟
ما هو نوع العمل الذي ينبغي أن يكافأ؟
أودع فرانسوا نوريسيه عضو أكاديمية غونكور خلال ثلاثين عاما (1977-2007) و«صانع الجائزة» لأكثر من عقدين من الزمن، أودع للقراءة في عام 1991 رؤيته للكتاب المستحق للجائزة والفائز المثالي. فقال:
خصائص المرشح المثالي؟ أن يتراوح عمر الكاتب بين 35-45 سنة ويكون قد نشر الرواية الثالثة أو الرابعة له (الفائز عام 2012، جيروم فيراري، 44 عاما. وخطبة على سقوط روما هي روايته السادسة). أما وقد قلت ذلك، إذا كان لا يوجد «نمط لغونكور»، والذوق الطاغى بيننا هو الفرنسية والمذهب الطبيعي حتى النظرية الشعبية، بدلا من إلحاد والطليعي والدنيوي

الذوق الفرنسي والمذهب الطبيعي كما أراد الإخوة المؤسسين، بدلا من الخيال والذوق الطليعي والدنيوي... هل تتم حقاً جائزة غونكور في السنوات الأخيرة من هذا المنطلق؟

## حول جائزة غونكور

### جائزة غونكور... وغيرها
بجانب جائزة غونكور الكبرى، تُمنح الأكاديمية جوائز أخرى والتي كان ى طلق عليها اسم «المنح»: غونكور للشعر، للسيرة الذاتية، للقصة القصيرة وللرواية الأولى. كما يجب أن تُضاف إليهم جائزة غونكور لطلبة المدارس الثانوية وغونكور: اختيار بولندا ومؤخرٱ جائزة غونكور/ اختيار الشرق. في بعض الحالات، لا تكون الأكاديمية هي من تختار الفائز، ولكنها تجلب مبادرة بدعمها أو تحت رعايتها. ويتم تنظيم معظم هذه الجوائز بالتعاون مع البلديات.
تكافئ جائزة غونكور للشعر، التي أنشئت في عام 1985، سنويا شاعرٱ لمجموع عمله. ففي 2012، منحت لجون-كلود بيروت لمجموع عمله.

كما تمنح منذ عام 1999 جائزة غونكور للسيرة الذاتى ة بالمشراكة مع مدينة نانسي. ففي عام 2011، حصل عليها مورى زى وسيرا مالابارت لحياة وأساطير. وفي 2012 حصل عليها ديفيد هزيوت لروايته Le roman des Rouart

أما عن جائزة غونكور للقصة القصيرة، فهي كائنة منذ 1974 ويتم تنظيمها مع مدينة ستراسبورغ. وحصل على الجائزة هذا العام ديدييه داى نينك ل L'Espoir en contrebande.
وتمنح جائزة غونكور للرواية الأولى منذ عام 1990 بالتعاون مع مدينة باريس. في عام 2012، فرنسوا جارد الذي حصل هذه الجائزة لرواى ته Ce qu'il advint du sauvage blanc.

تم إنشاء جائزة غونكور لطلبة المدارس الثانوية في عام 1988 من قبل FNAC ومدينة رين حيث يتم منحها من قبل لجنة تحكيم مكونة من الطلاب من جميع أنحاء فرنسا الذين يقومون باختيار رواية من بين مجموعة أدلى بها أكاديمية غونكور للجائزة الرئيسية. ومنحت في 2012 لجويل ديكير لروايته حقيقة قضية هاري كيبار.

#### جائزة غونكور/ اختيار بولندا
تشارك ثلاثة عشر قسماً من الأدب والحضارات الفرنسية من الجامعات البولندية المشاركة في هذه المسابقة تحت إشراف المعهد الفرنسي في كراكوف. ويستقبل الفائزين في كراكوف في السنة التالية لإعلان فوزهم. كما يمنحوا ترجمة كتبهم إلى اللغة البولندية. تأسست هذه الجائزة منذ عام 1998.
في نوفمبر 2007، ذهب العديد من الأكاديميين والرئيس ادموند شارل رو بدعوة من المعهد الفرنسي ومدينة كراكوف للاحتفال بالذكرى السنوية العاشرة للجائزة.
للمرة الثالثة في عام 2010، كان اختيار الجامعة البولندية كاختيار أكاديمية غونكور:
فمنحت الجائزة للكاتب Michel Houellebecq لكتابه "La Carte et le territoire". وفي عام 2008، منحت ل Syngué Sabour, Pierre de patience de Atiq Rahimi. أما في عام 2004، حصل لوران جوديه على هذه الجائزة لكتابه "Le Soleil des Scorta"؛ اختيارات مطابقة لجائزة غونكور.

#### جائزة غونكور/ اختيار الشرق
في سابقة فريدة من نوعها، يشترك الشرق لأول مرة في سبتمبر 2012 في اختيار أفضل رواية فرنسية بدعم من مكتب الشرق الأوسط في الوكالة الجامعبة الفرنكفونية. وأطلق على هذه المسابقة «جائزة غونكور/ اختيار الشرق» وبالفرنسية Le Prix Goncourt/ le choix de l'Orient. إلا أن هذا المشروع - المستوحى من الاختيار البولندى le choix polonais 1998 - ضم 13 من الجامعات الناطقة بالفرنسية في الشرق الأوسط 
من 6 بلاد مشاركين وهم:

مصر:
- جامعة القاهرة
- جامعة عين شمس
- جامعة الإسكندرية
- جامعة الأزهر

لبنان:
- جامعة الجنان (JUL)
- جامعة بيروت العربية (AUB)
- الجامعة الإسلامية في لبنان (UIL)
- الجامعة اللبنانية (UL)
- جامعة القديس يوسف (USJ)
- جامعة الروح القدس في الكسليك (USEK)

العراق:
- جامعة الموصل

سوريا:
- جامعة دمشق

فلسطين:
- جامعة الأقصى
- جامعة النجاح[17]

تم إطلاق الجائزة ضمن فعاليات معرض الكتاب الفرنكوفوني في البيال، المُنعقد من 26 أكتوبر الجاري حتى 4 نوفمبر في بيروت بمناسبة دعوة أكاديمية «جونكور» كضيف شرف المعرض في نسخته العشرين وهو ثالث أهم معرض للكتاب بعد معرضى باريس ومونتريال.
وأوضح مدير المعهد الفرنسي أورليان لو شوفاليه أن الجائزة تهدف إلى تشجيع الطلاب على قراءة الكتب وتقوية الحس الأدبي والنقدي وتنمية روح المناقشة والحوار.
أما مديرة الوكالة الجامعية الفرنكوفونية سلوى ناكوزي فتحدثت عن تعاون أقسام اللغة الفرنسية في الجامعات مع هذا المشروع، وفوائده على الصعد كافة منطلقة من أن الفرنكوفونية تشجع التعددية اللغوية.

والمؤلفات التي تتنافس هي: «الولد اليوناني» لفاسيليس اليكساكيس عن دار ستوك، «انهم يغادرون» لتييري بنستنجيل عن دار فايار، «الطاعون والكوليرا» لباتريك دوفيل عن دار سويل، «حقيقة قضية هاري كبير» لدار فالوا، «شارع اللصوص» لماتياس إينار دار اكت سود، «خطاب سقوط روما» لجيرار فيراري دار اكت سود، «خنجر الأعماق» لليندا لي دار بورجوا، «كالحيوان» لجوي سورمان عن دار غاليمار.
الجدير ذكره أن لجنة جائزة «اختيار الشرق» مؤلفة من الروائية هيام يارد، والشاعر والصحافي اسكندر حبش. وأعلن المعهد الفرنسي في لبنان ومكتب الوكالة الجامعية الفرنكوفونية في الشرق الأوسط في 31 أكتوبر الجاري عن اسم العمل الأدبي الفائز بجائزة «اختيار الشرق» التي تمنحها أكاديمية «جونكور» الفرنسية وهو «شارع اللصوص» لماتياس إينار مقابل 8 أصوات ل «الولد اليوناني» لفاسيليس اليكساكيس وشارك في حفل الإعلان عن العمل الأدبي الفائز أعضاء أكاديمية «جونكور» برئاسة ادموند شارل رو والإعلام. ودعى ماتياس إينار إلى لبنان وسيتم ترجمة مؤلفه إلى اللغة العربية كما سيوضع شعار «اختيار المشرق» على غلاف الكتاب الحائز على الجائزة. والجدير بالذكر أن إينار كان قد حصل في 2010 على جائزة غونكور للطلاب لكتابه "Parle-leur de batailles, de rois et d'éléphants" (Actes Sud).
وقد تم التصويت أو بالأحرى الاقتراع السري في البداية بين ممثلي الجامعات ال 13 المشاركة لأفضل كتاب قرء ثم قام الطلاب بعرض لوجهات نظرهم حول الكتب التي قرأوها أمام لجنة غونكور واستمر النقاش مدة ساعة.
وفي هذه الأثناء كانت جامعة النجاح وجامعة عين شمس في مصر وجامعة طرابلس على الفيديو كونفرس لمتابعة أحداث المسابقة في بث حي ومباشر. وقد حضر طلاب قسم اللغة الفرنسية برفقة الهيئة التدريسية في جامعة النجاح أحداث المسابقة عبر الفيديو كونفرس وخاصة الطلاب الذين شاركوا في قراءة الكتب ولم يتمكنوا من السفر إلى بيروت.

الجدول الزمني:

4 سبتمبر
- أكاديمية غونكور تعلن اختيارها الأول (12 رواية) لجائزة غونكور

2 أكتوبر
- أكاديمية غونكور تعلن اختيارها الثاني (8 روايات)
- بدء مراحل القراءة واختيار هيئات المحلفين في كل جامعة

26 أكتوبر - 4 نوفمبر
- معرض الكتاب الفرنكوفوني ببيروت

30 أكتوبر
- تعلن أعضاء أكاديمية غونكور اختيارها الثالث بمعرض الكتاب الفرنكوفوني ببيروت

31 أكتوبر
- اجتماع لجنة التحكيم الكبرى للمداولة وإعلان اختيار الفائز من الشرق، في حضور أعضاء الأكاديمية ووسائط الإعلام.[23]

## التفكير في تأثير الجوائز الأدبية
لقد رأينا أنه إذا كان المبلغ الممنوح للفائز هو رمزي، فمنح جائزة غونكور سباق هو تقدير للكاتب. تضمن هذه الجائزة، الشهيرة والمرموقة، للمؤلف وللناشر أفضل المبيعات. العلامة «جائزة غونكور» تساعد علي البيع والناشر يأخذ هذا في الاعتبار: فهذه الأعمال يتم استخلاصها في كثير من الأحيان من مئات الآلاف من النسخ.
ومع ذلك، فإن هذه الجائزة عُرضة للانتقاد. فينتقد طريقة تعيين الفائز من قبل هيئة محلفين صغيرة من 10 أعضاء فقط المنتقدين بسبب أسلوبهم الأكاديمي، وكونهم كبار السن عموماً، فسيكونوا منفصلين بعض الشيء عن الاتجاهات الحديثة. وبالتالي سينحازوا إلى كبار الكتاب (كما حدث أثناء منح جائزة غونكور 1932 إلى جاى مازولين لالذئاب مفضلة على سفر إلى نهاية ليلة سيلين).
انتقاد آخر وهو العلاقة بين بعض أعضاء لجنة التحكيم ودور النشر الكبيرة، مما يشكل خطر التحيز أو تضارب في المصالح، وخصوصاً حين نعلم مدى أهمية الجوائز أدبية للعالم النشر. ورداً على هذه الانتقادات، قررت الأكاديمية في عام 2008 منع أعضائها من تلقى مبالغ مقابل عملهم من دار النشر.

## وصلات خارجية
- Michel Houellebecq a reçu le prix Goncourt على يوتيوب
- Le prix Goncourt 2011 على يوتيوب
- 1933 - André Malraux reçoit le Prix Goncourt على يوتيوب
- Le Prix Goncourt des Lycéens (Strasbourg) على يوتيوب
- Jérôme Ferrari sacré par le prix Goncourt على يوتيوب
- DAR BOUAZZA.ABDELLATIF LAABI REMPORTE LE PRIX GONCOURT على يوتيوب
- La chronique de Gérard Collard - Le prix Goncourt على يوتيوب
- L'écrivain Joël Dicker reçoit le prix Goncourt des lycéens على يوتيوب
- Marie NDiaye lauréate du prix Goncourt على يوتيوب
- Jérôme Ferrari sacré par le prix Goncourt على يوتيوب
- Le prix Goncourt fait-il vendre? على يوتيوب
- vidéo pour le prix goncourt 2010 du lycée Georges DUBY على يوتيوب
- REPORTAGES - Sur Les Prix Goncourt - Faites Vos Jeux على يوتيوب
- Prix Goncourt à Jonathan Littell vu par François Busnel على يوتيوب
- Goncourt des Lycéens : Mathias Enard على يوتيوب
- Le Prix Goncourt - Brigitte - Florence Foresti على يوتيوب
- La chronique de Gérard Collard - Prix Goncourt على يوتيوب
- Le Goncourt des Lycéens 2010 على يوتيوب
- Atiq Rahimi Prix Goncourt على يوتيوب
- Jérôme Ferrari : sacré grand prix goncourt 2012 "Le sermon sur la chute de Rome على يوتيوب
- Littérature : le Goncourt des lycéens, un prix devenu incontournable على يوتيوب
- prix Goncourt des lycéens : le club des incorrigibles optimistes على يوتيوب
- Rencontre à Troyes pour le Prix Goncourt lycéens 2006 على يوتيوب
- Le prix Goncourt, comment ca marche ? على يوتيوب
- Cérémonie de remise du Prix Goncourt des Lycéens 2012 à Joël Dicker على يوتيوب
- Lancement du 22ème Prix Goncourt des lycéens على يوتيوب
- Lancement de la 24ème édition du Prix Goncourt des Lycéens على يوتيوب
- Rencontre avec Joël Dicker, le lauréat du Prix Goncourt des Lycéens 2012 على يوتيوب
- Prix Goncourt des Lycéens 2012 - Lancement au lycée Jules Ferry - Paris على يوتيوب
- DUPLEX LAUREAT DU PRIX GONCOURT على يوتيوب
- Rencontre régionale à Nantes - Prix Goncourt des Lycéens 2012 على يوتيوب
- Saint Lorges : Le prix Goncourt - B. des Saints Pères : Dîners en ville على يوتيوب
- [Prix Goncourt et Renaudot] على يوتيوب
- Alexis Jenni prix Goncourt 2011 على يوتيوب
- Rencontre régionale à Nancy - Prix Goncourt des Lycéens 2012 على يوتيوب
- Le Soir Show de Camille Combal Le débat des Ouins Ouins Sujet: Le prix Goncourt على يوتيوب
- Rencontre régionale à Marseille - Prix Goncourt des Lycéens 2012 على يوتيوب
- Duplex Goncourt annonce على يوتيوب
- Les petits secrets du prix Goncourt على يوتيوب
- Prix Goncourt: choix polonais على يوتيوب
- Salon du Livre 31/10/2012 على يوتيوب
- Cérémonie du Prix Goncourt des lycéens 2009 على يوتيوب
- Catherine Cusset - Lauréate du Prix Goncourt des lycéens 2008 على يوتيوب
- Fnac - Goncourt des Lycéens - Rencontre Auteurs/lycéens à Lyon على يوتيوب
- Rencontre avec Michel Houellebecq - Prix Goncourt 2010 - Fnac Montparnasse على يوتيوب
- Rencontre régionale à la Fnac de Lille - Prix Goncourt des Lycéens 2012 على يوتيوب
- FNAC, Prix Goncourt des lycéens على يوتيوب
- كواليس جائزة غونكور للثانويات على يوتيوب
- جائزة غونكور من اختيار الطلاب على يوتيوب
- الكاتب السويسري جويل ديكر ينال جائزة غونكور الـ25 على يوتيوب